# Museo letterario Vladimir Nabokov
Il Museo letterario Nabokov in russo Музей Владимира Набокова? è stato aperto nel 1997 a San Pietroburgo, nella casa dove Vladimir Vladimirović Nabokov nacque e visse con la famiglia fino alla rivoluzione russa del 1917.
Sono esposte fotografie dell'autore, alcune sue opere letterarie, i suoi disegni di farfalle, la pianta originaria dell'appartamento disposto su 3 piani e altri oggetti appartenuti allo scrittore.
Sono visibili inoltre anche alcuni esemplari di Samizdat ovvero copie clandestine delle opere dell'autore, diffuse in epoca sovietica attraverso la riscrittura a  mano, la fotografia o la battitura a macchina.